# پیش از امروز

پیش از امروز

پیش از امروز (انگلیسی: Before Present) با نام اختصاری BP مقیاس زمانی زمین‌شناسی است که به‌طور عمده در باستان‌شناسی، زمین‌شناسی و سایر رشته‌های علمی مرتبط، برای تعیین زمان وقوع حوادث قبل از پیدایش تاریخ‌گذاری رادیوکربن عملی در دهه‌های ۱۹۵۰ کاربرد داشته و استفاده می‌شود. مقیاس BP در چینه‌شناسی نیز گاهی اوقات برای تعیین قدمت هم مورد استفاده قرار می‌گیرد. از آنجایی که زمان حال ثابت نیست و تغییر می‌کند، روش استاندارد استفاده بر پایهٔ تاریخ ۱ ژانویه ۱۹۵۰، به عنوان تاریخ شروع (مبدأ تاریخ) مقیاس سنی در نظر گرفته و استفاده می‌شود. علامت و نشان BP - به صورت گذشته‌نگر - اشاره به «قبل از فیزیک» و زمان پیش از آزمایش جنگ‌افزار هسته‌ای دارد چرا که آزمایش‌های هسته‌ای، نسبت ایزوتوپ‌های کربن موجود در جو را تغییر داده‌است و بنابراین، استناد به قدمت بعد از آن زمان، غیرقابل اتکا و اطمینان است.
سال ۱۹۵۰ همچنین به این دلیل به عنوان سال مبدأ انتخاب گردید که در آن زمان، دوره استاندارد مبدأ (ستاره‌شناسی) بود. همچنین، عامل مهم انتشار اولین رادیوکربن در دسامبر ۱۹۴۹ نیز بدون‌تاثیر نبود چرا که به موجب آن و متعاقباً، آزمایش جنگ‌افزار هسته‌ای در سال ۱۹۵۰ میلادی تسریع گردید. این آزمایش‌های هسته‌ای باعث تغییر نسبت جهانی کربن-۱۴ به کربن-۱۲ شد.